# مدحت يوسف محمد
مدحت يوسف محمد مواليد 5 يناير 1927، هو لاعب كرة سلة مصري. مثّل منتخب بلاده. شارك في دورة الألعاب الأولمبية الصيفية سنة 1948 و1952.

## روابط خارجية
- مدحت يوسف محمد على موقع الاتحاد الدولي لكرة السلة (الإنجليزية)
- مدحت يوسف محمد على موقع الاتحاد الدولي لكرة السلة (الإنجليزية)
- مدحت يوسف محمد على موقع الاتحاد الدولي لكرة السلة (الإنجليزية)
- مدحت يوسف محمد على موقع سبورتس رفرنس (الإنجليزية)
- مدحت يوسف محمد على موقع أوليمبيديا (الإنجليزية)